# Dukuhrejo
Dukuhrejo is een bestuurslaag in het regentschap Purworejo van de provincie Midden-Java, Indonesië. Dukuhrejo telt 1534 inwoners (volkstelling 2010).